# Sukoró
Sukoró je vas na Madžarskem, ki upravno spada pod podregijo Gárdonyi Županije Fejér.